# ジョー・メイソン
ジョセフ・”ジョー”・メイソン（Joseph "Joe" Mason、1991年5月13日 - ）は、イングランド・プリマス出身のプロサッカー選手。ミルトン・キーンズ・ドンズFC所属。ポジションは、フォワード。

## 経歴

### クラブ
地元クラブのプリマス・アーガイルFCでキャリアをスタート。
2011年7月、チャンピオンシップのカーディフ・シティFCに25万ポンドで移籍。2012-13シーズンは6ゴールを挙げリーグ優勝とプレミア昇格に貢献した。しかし、翌シーズンは一転してポジションを失い、ボルトン・ワンダラーズFCに3度レンタル移籍した。
2016年1月、同じチャンピオンシップのウルヴァーハンプトン・ワンダラーズFCに完全移籍。
2017年8月、バートン・アルビオンFCに半年間の契約でレンタル移籍。
2019年6月4日、ミルトン・キーンズ・ドンズFCに移籍した。2019-20シーズン終了後に契約満了でいったん退団したが、8月に再契約を結んだ。

### 代表歴
メイソン自身はイングランドで生まれ育ったが、母親がアイルランドのメイヨー県出身のため、アイルランド代表を選択した。U-16年代からアイルランド代表に選出されており、UEFA U-19欧州選手権予選などに参加した。

## タイトル
カーディフ
- フットボールリーグ・チャンピオンシップ: 2012–13